# Сери (Арденны)
Сери́ (фр. Sery) — коммуна во Франции, находится в регионе Шампань — Арденны. Департамент коммуны — Арденны. Входит в состав кантона Новьон-Порсьен. Округ коммуны — Ретель.
Код INSEE коммуны — 08415.
Коммуна расположена приблизительно в 170 км к северо-востоку от Парижа, в 70 км севернее Шалон-ан-Шампани, в 34 км к юго-западу от Шарлевиль-Мезьера.

## Население
Население коммуны на 2008 год составляло 340 человек.
| 1962 | 1968 | 1975 | 1982 | 1990 | 1999 | 2008 |
| ---- | ---- | ---- | ---- | ---- | ---- | ---- |
| 358  | 402  | 313  | 314  | 268  | 287  | 340  |

## Экономика
В 2007 году среди 190 человек в трудоспособном возрасте (15—64 лет) 133 были экономически активными, 57 — неактивными (показатель активности — 70,0 %, в 1999 году было 62,0 %). Из 133 активных работали 114 человек (65 мужчин и 49 женщин), безработных было 19 (6 мужчин и 13 женщин). Среди 57 неактивных 13 человек были учениками или студентами, 19 — пенсионерами, 25 были неактивными по другим причинам.

## Фотогалерея

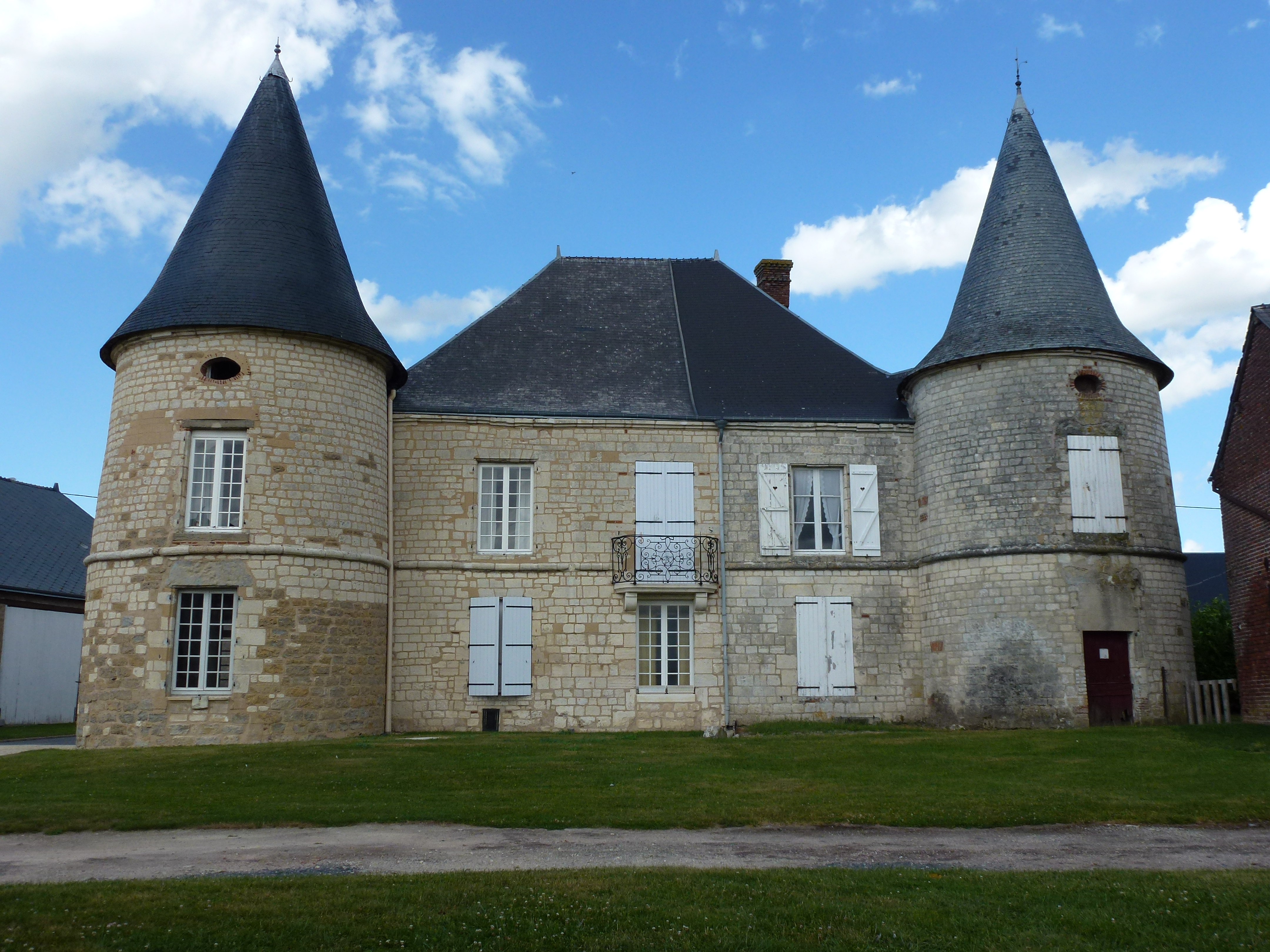
Замок
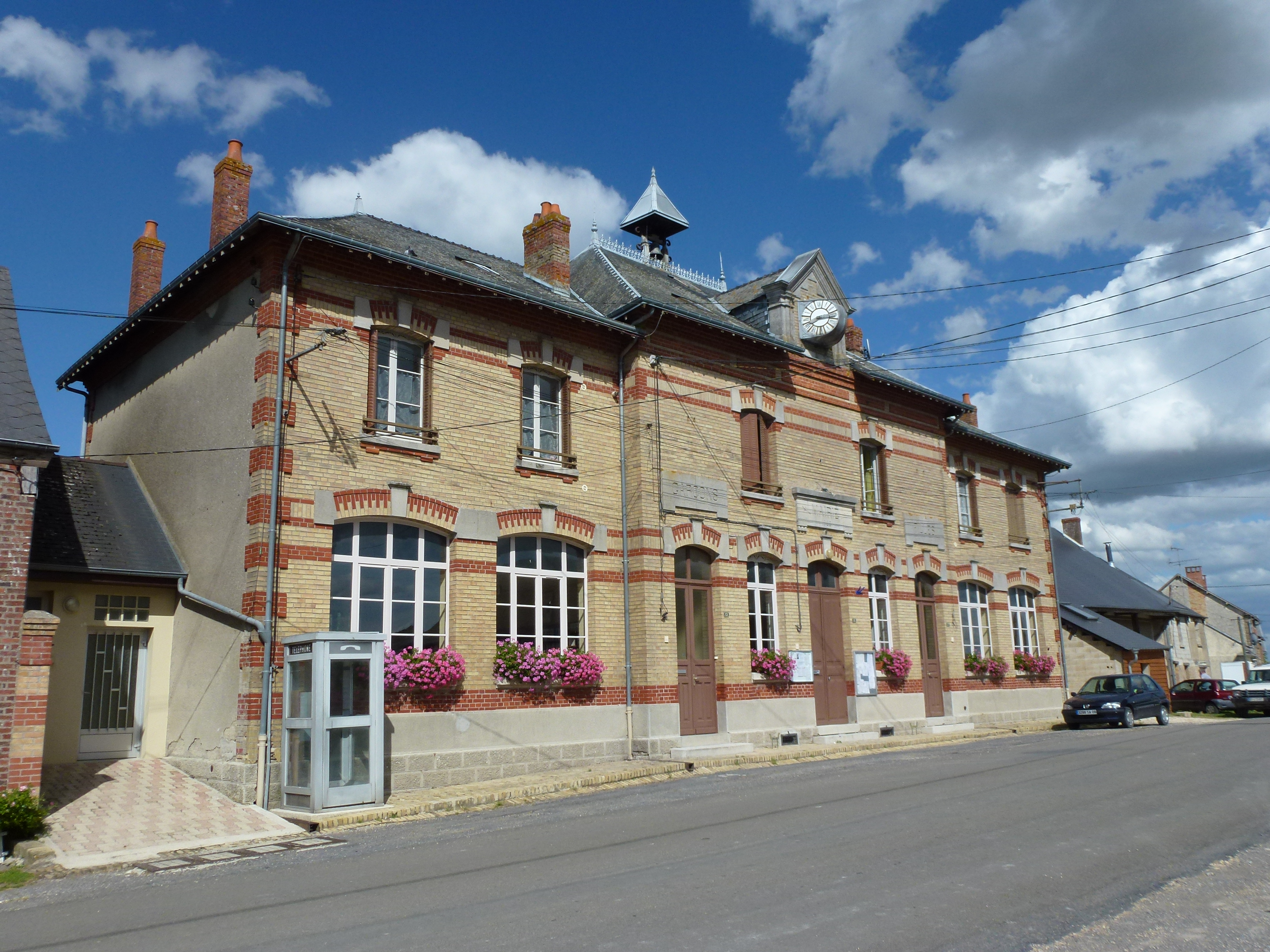
Мэрия и школа
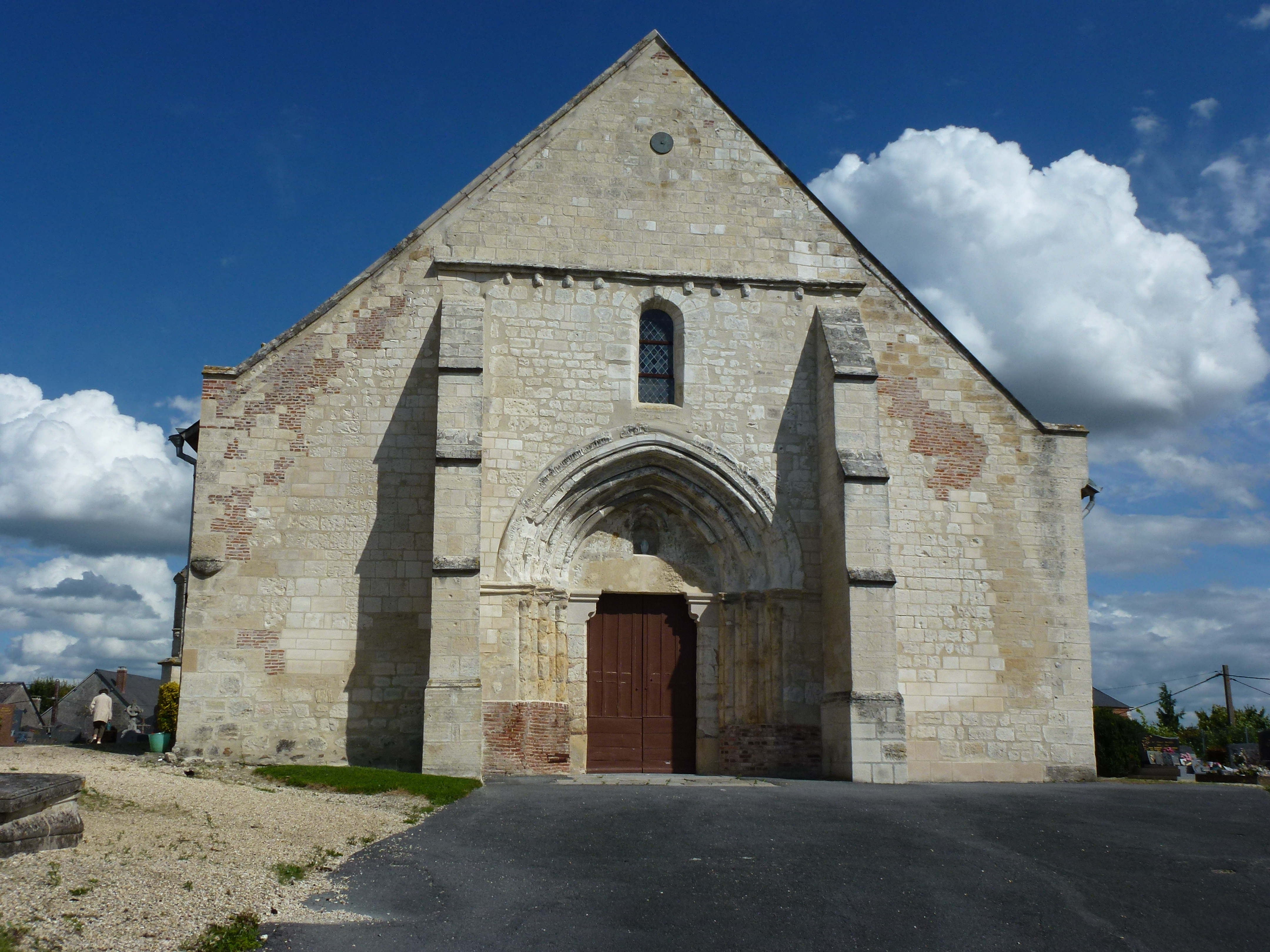
Церковь
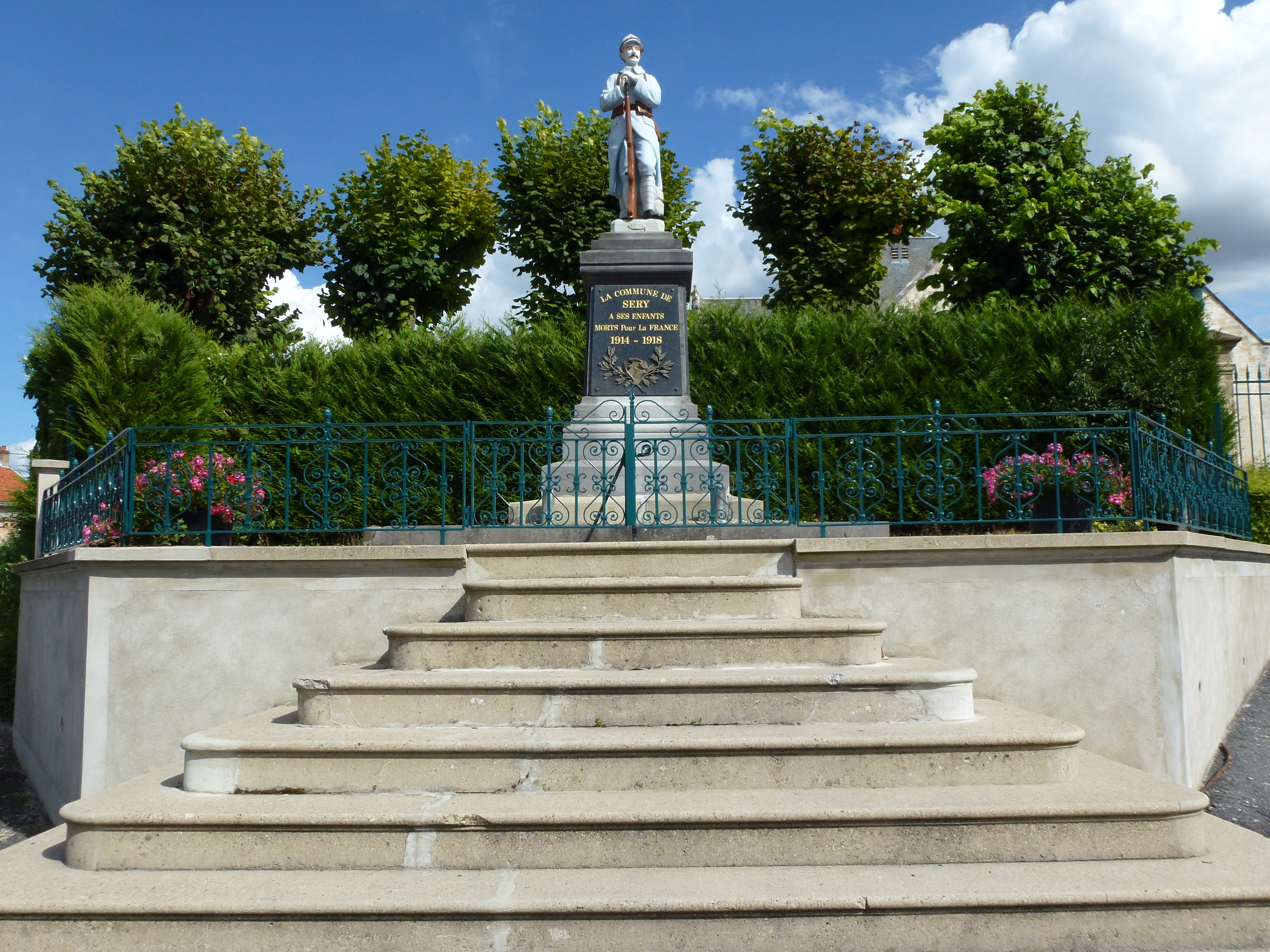
Памятник погибшим в Первой мировой войне